# آکادمی هنرهای زیبا، مونیخ

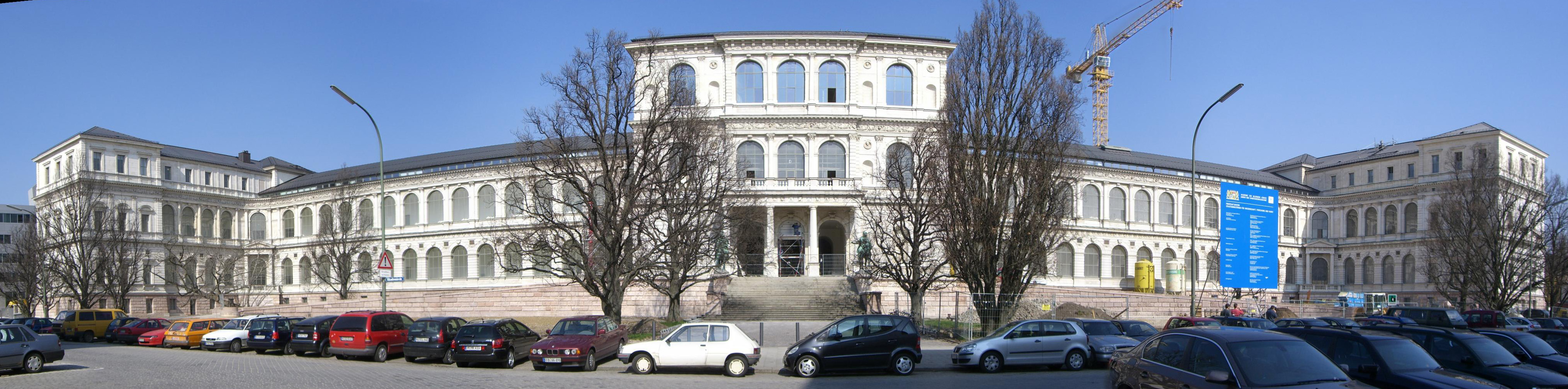
نمای پانوراما از ساختمان ۱۸۸۶ هنرهای آکادمی.

آکادمی هنرهای زیبا، مونیخ (آلمانی: Akademie der Bildenden Künste München) همچنین به عنوان آکادمی مونیخ شناخته می‌شود و یکی از قدیمی‌ترین و مهم‌ترین دانشکده‌های هنر در آلمان است و در منطقه مکسورستادت (Maxvorstadt) مونیخ، در ایالت بایرن آلمان واقع شده است.
این آکادمی که در شهر مونیخ قرار دارد در سال ۱۸۰۸ میلادی تأسیس شده و دارای رشته‌های هنری همچون مجسمه‌سازی، عکاسی، شیشه‌گری، گرافیک و نقاشی می‌باشد.

## تاریخ

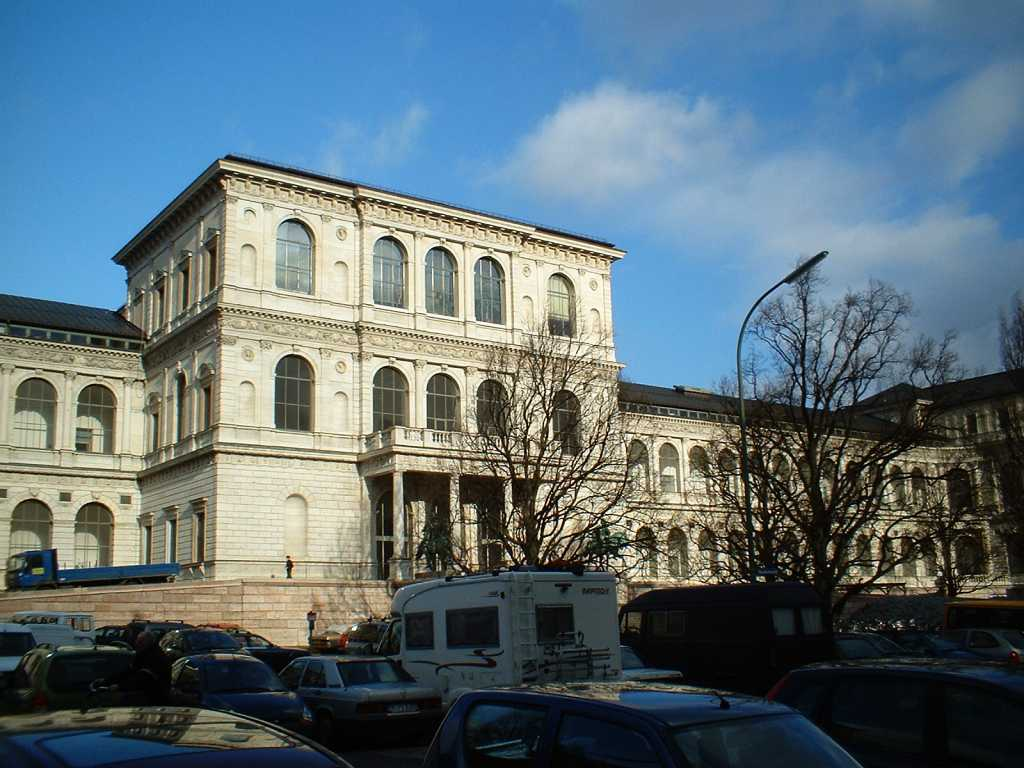
نمای ساختمان به سبک معماری نئورونسانس (۱۸۸۶).

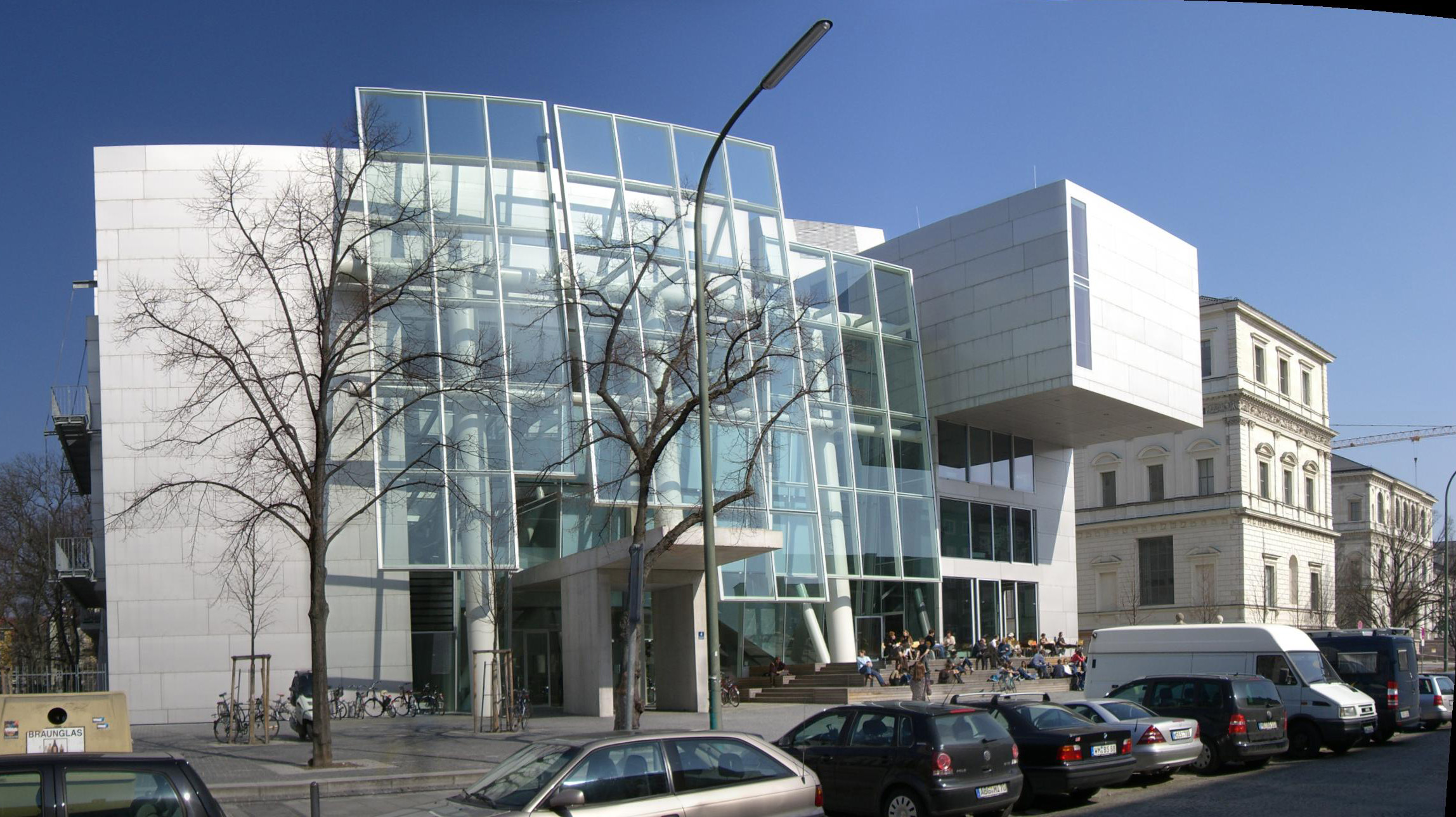
گسترش به سبک ساختارشکنی طراحی شده توسط کپ هیملبلاو (۲۰۰۵).

### قرن ۱۹
آکادمی هنرهای زیبا در سال ۱۸۰۸ توسط ماکسیمیلیان یوزف در مونیخ به عنوان آکادمی سلطنتی هنرهای زیبا تأسیس شد.

### سبک مدرسه مونیخ
مدرسه مونیخ به گروهی از نقاشان اشاره دارد که در مونیخ کار کرده یا بین سالهای ۱۸۵۰ و ۱۹۱۸ در آکادمی توسط یک سبک ناتورالیستی و سایه روشن‌های تیره مشخص آموزش نقاشی داده شدند. نقاشی معمولی شامل: منظره، پرتره، سبک، هنوز هم زندگی و تاریخ.

### قرن ۲۰
از ۱۹۰۰–۱۹۱۸ فردیناند فریهر فون میلر مدیر آکادمی بود.
در سال ۱۹۴۶، آکادمی سلطنتی هنرهای زیبا با دانشکده هنر و صنایع دستی و دانشکده هنرهای کاربردی ادغام شد.
در سال ۱۹۵۳ نام خود را به آکادمی هنرهای زیبا تغییر یافت.

## ساختمان
در قرن بزرگ ۱۹، سبک معماری نئورونسانس، توسط گوتفرید نئورئودر (Neureuther)، طراحی و در سال ۱۸۸۶ تکمیل شد. این آکادمی از آن به بعد قرار دارد.
گسترش سبک ساختارشکنی جدید(Deconstructivist)، طراحی شده توسط شرکت معماری کوپ هیملبلاو به عنوان یک فرمت از ساختمان اصلی، در سال ۲۰۰۵ به پایان رسید.

## افراد

### استادان مشهور
- لاورنس آلما-تادما
- ماکس کلینگر
- هرمان آنشوتس
- نیکلاوس ایزیس
- ماکس کلینگر
- والتر ماورر
  - آنتون آژب (۱۸۸۴–۱۸۸۵)
  - پیتر فون کورنلیوس
  - فرانتس فون لنباخ
- ادواردو پائولوژی (۱۹۸۱–۱۹۸۹)
- شان اسکالی
- یاکوب اونگرر (۱۸۹۰–۱۹۲۰)
  - رس اینگلد

### دانش آموختگان مشهور
- یوزف آلبرس (۱۹۱۹–۱۹۲۰)
- ویلیام مریت چیس
- جورجو د کیریکو
- لویس کرینت (۱۸۸۰–۱۸۸۴)
- واسیلی کاندینسکی (۱۸۶۶–۱۹۴۴)
- آلفرد کوبین (۱۸۹۹)
- پاول کله (۱۹۰۰)
- فرانتس مارک (۱۹۰۰–۱۹۰۳)
- آلفونس موخا
- ادوارد مونک
- برونو پال
- وارتگس سورنیانس (۱۸۶۰–۱۹۲۱)
- فرانتس فون اشتوک
- نیکلاوس ایزیس (۱۸۴۲–۱۹۰۱)
- فرانتس مارک (1900–1903)